# 東経41度線
東経41度線（とうけい41どせん）は、本初子午線面から東へ41度の角度を成す経線である。北極点から北極海、ヨーロッパ、アジア、アフリカ、インド洋、南極海、南極大陸を通過して南極点までを結ぶ。ケニアとソマリアの国境の一部は、東経41度線の1km西を平行して走っている。西経139度線と共に大円を形成する。

## 通過する地域一覧
東経41度線は、北極点から南極点まで南に向かって以下の場所を通っている。
| 地理座標                                             | 国土・領土・領海       | 備考 |
| ---------------------------------------------------- | ---------------------- | --- |
| 北緯90度0分 東経41度0分 / 北緯90.000度 東経41.000度  | 北極海                 | |
| 北緯80度29分 東経41度0分 / 北緯80.483度 東経41.000度 | バレンツ海             | |
| 北緯67度40分 東経41度0分 / 北緯67.667度 東経41.000度 | ロシア                 | コラ半島 |
| 北緯66度43分 東経41度0分 / 北緯66.717度 東経41.000度 | 白海                   | |
| 北緯66度0分 東経41度0分 / 北緯66.000度 東経41.000度  | ロシア                 | |
| 北緯43度26分 東経41度0分 / 北緯43.433度 東経41.000度 | アブハジア/ ジョージア | アブハジアは一部の国だけから国家承認されている。承認していない多くの国では、グルジアの一部として扱っている。 |
| 北緯43度0分 東経41度0分 / 北緯43.000度 東経41.000度  | 黒海                   | |
| 北緯41度12分 東経41度0分 / 北緯41.200度 東経41.000度 | トルコ                 | |
| 北緯37度7分 東経41度0分 / 北緯37.117度 東経41.000度  | シリア                 | |
| 北緯34度25分 東経41度0分 / 北緯34.417度 東経41.000度 | イラク                 | |
| 北緯31度37分 東経41度0分 / 北緯31.617度 東経41.000度 | サウジアラビア         | |
| 北緯19度20分 東経41度0分 / 北緯19.333度 東経41.000度 | 紅海                   | |
| 北緯15度34分 東経41度0分 / 北緯15.567度 東経41.000度 | エリトリア             | ダフラク諸島                                                                                                 |
| 北緯15度33分 東経41度0分 / 北緯15.550度 東経41.000度 | 紅海                   | |
| 北緯14度40分 東経41度0分 / 北緯14.667度 東経41.000度 | エリトリア             | |
| 北緯13度57分 東経41度0分 / 北緯13.950度 東経41.000度 | エチオピア             | |
| 北緯4度6分 東経41度0分 / 北緯4.100度 東経41.000度    | ケニア                 | |
| 北緯2度50分 東経41度0分 / 北緯2.833度 東経41.000度   | ソマリア               | ケニアとの国境が東経41度線の1km西を平行して走っている                                                        |
| 南緯0度50分 東経41度0分 / 南緯0.833度 東経41.000度   | ケニア                 | 本土、パーテー島（英語版）                                                                                   |
| 南緯2度12分 東経41度0分 / 南緯2.200度 東経41.000度   | インド洋               | モザンビークの海岸のすぐ東を通過                                                                             |
| 南緯60度0分 東経41度0分 / 南緯60.000度 東経41.000度  | 南極海                 | |
| 南緯68度38分 東経41度0分 / 南緯68.633度 東経41.000度 | 南極大陸               | ドローニング・モード・ランド（ ノルウェーが領有権を主張）                                                    |